# 九龙街道 (罗平县)
九龙街道，是中华人民共和国云南省曲靖市罗平县下辖的一个街道办事处。
2013年10月20日，云南省人民政府批复同意撤销九龙镇，设立九龙街道。

## 行政区划
九龙街道下辖以下地区：
牛街社区、黄泥社区、江边村、关塘村、以德村、以洪村、把洪村、控嘎村、德等村、堵木村、撒召村、腊庄村、阿耶村、非格村、阿者村、木栖黑村、乐戈必村、以土块村、招舍村、很召村、启乐村和舍恰村。